# 400 metros vallas
Los 400 metros con vallas es una prueba del atletismo actual en la que cada atleta debe superar un total de 10 vallas, situándose la primera a 45 metros de la salida y las nueve siguientes a intervalos de 35 metros y la última a 40 metros de la llegada La altura de las vallas es de 91,4 centímetros en la categoría masculina y de 76,2 centímetros en la femenina.
Cada atleta corre por una de las calles en que se divide la pista, circunstancia que implica que en la salida no se sitúen a la misma altura para evitar que los de las calles exteriores recorran más metros que los de las calles interiores.
Los 400 metros vallas en su modalidad masculina forman parte del programa de atletismo en los Juegos Olímpicos desde su segunda edición celebrada en París en 1900 y, desde entonces, solo dejaron de celebrarse en la edición de 1912 en Estocolmo. La modalidad femenina no debutaría hasta los Juegos celebrados en Los Ángeles en 1984.

## Récords
Actualizado a agosto de 2024
| Récord         | Categoría | Marca (s) | Atleta               | País           | Lugar          | Fecha                   |
| -------------- | --------- | --------- | -------------------- | -------------- | -------------- | ----------------------- |
| Mundial        | Hombres   | 45,94     | Karsten Warholm      | Noruega        | Tokio          | 3 de agosto de 2021     |
| Mundial        | Mujeres   | 50,37     | Sydney McLaughlin    | Estados Unidos | París          | 8 de agosto de 2024     |
| Olímpico       | Hombres   | 45,94     | Karsten Warholm      | Noruega        | Tokio          | 3 de agosto de 2021     |
| Olímpico       | Mujeres   | 50,37     | Sydney McLaughlin    | Estados Unidos | París          | 8 de agosto de 2024     |
| Europeo        | Hombres   | 45,94     | Karsten Warholm      | Noruega        | Tokio          | 3 de agosto de 2021     |
| Europeo        | Mujeres   | 50,95     | Femke Bol            | Países Bajos   | Chaux-de-Fonds | 14 de julio de 2024     |
| Norteamericano | Hombres   | 46,17     | Rai Benjamin         | Estados Unidos | Tokio          | 3 de agosto de 2021     |
| Norteamericano | Mujeres   | 50,37     | Sydney McLaughlin    | Estados Unidos | París          | 8 de agosto de 2024     |
| Africano       | Hombres   | 47,10     | Samuel Matete        | Zambia         | Zúrich         | 7 de agosto de 1991     |
| Africano       | Mujeres   | 52,90     | Nezha Bidouane       | Marruecos      | Sevilla        | 25 de agosto de 1999    |
| Asiático       | Hombres   | 46,98     | Abderrahman Samba    | Catar          | París          | 30 de junio de 2018     |
| Asiático       | Mujeres   | 53,96     | Qing Han             | China          | Pekín          | 9 de septiembre de 1993 |
| Oceánico       | Hombres   | 48,28     | Rohan Robinson       | Australia      | Atlanta        | 31 de julio de 1996     |
| Oceánico       | Mujeres   | 53,17     | Debbie Flintoff-King | Australia      | Seúl           | 28 de agosto de 1988    |
| Sudamericano   | Hombres   | 46,29     | Alison dos Santos    | Brasil         | Eugene         | 19 de julio de 2022     |
| Sudamericano   | Mujeres   | 53,69     | Gianna Woodruff      | Panamá         | Eugene         | 20 de julio de 2022     |

## Evolución del récord mundial

### Masculino

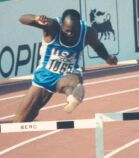
Edwin Moses.

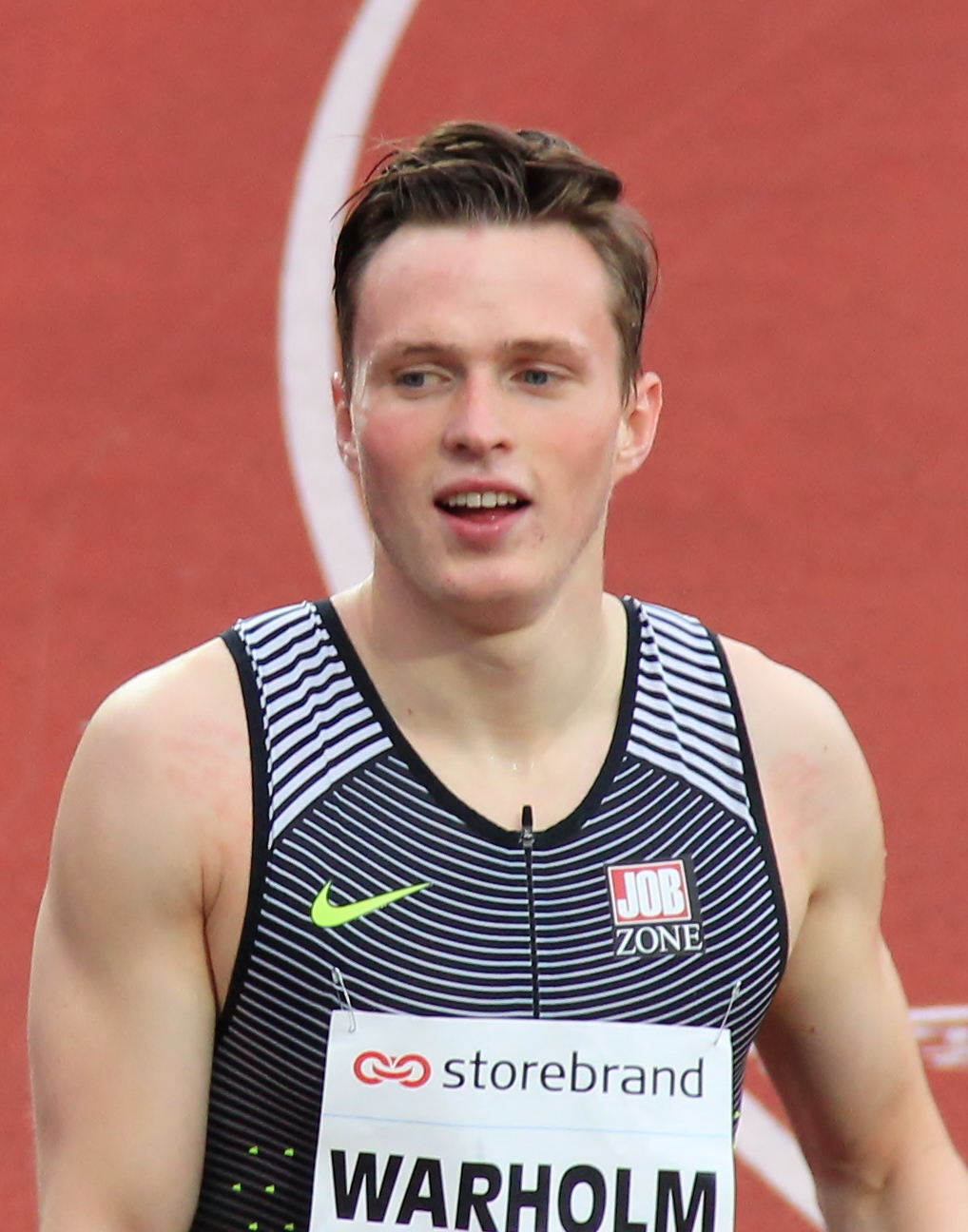
Karsten Warholm, actual plusmarquista desde el 3 de agosto de 2021.

Cronometraje manual (de 1912 a 1976)
| Tiempo manual | Atleta            | Nacionalidad    | Lugar                    | Fecha                    |
| ------------- | ----------------- | --------------- | ------------------------ | ------------------------ |
| 55"0          | Charles Bacon     | Estados Unidos  | Londres, Inglaterra      | 22 de julio de 1908      |
| 54"0          | Frank Loomis      | Estados Unidos  | Amberes, Bélgica         | 16 de agosto de 1920     |
| 53"8          | Sten Pettersson   | Suecia          | París, Francia           | 4 de octubre de 1925     |
| 52"6          | Johnny Gibson     | Estados Unidos  | Lincoln, EUA             | 2 de julio de 1927       |
| 52"0          | Morgan Taylor     | Estados Unidos  | Filadelfia, EUA          | 4 de julio de 1928       |
| 51"9          | Glenn Hardin      | Estados Unidos  | Los Ángeles, EUA         | 1 de agosto de 1932      |
| 51"8          | Glenn Hardin      | Estados Unidos  | Milwaukee, EUA           | 30 de junio de 1934      |
| 50"6          | Glenn Hardin      | Estados Unidos  | Estocolmo, Suecia        | 26 de julio de 1934      |
| 50"4          | Yuriy Lituyev     | Unión Soviética | Budapest, Hungría        | 20 de septiembre de 1953 |
| 49"5          | Glenn Davis       | Estados Unidos  | Los Ángeles, EUA         | 29 de junio de 1956      |
| 49"2          | Glenn Davis       | Estados Unidos  | Budapest, Hungría        | 6 de agosto de 1958      |
| 49"2          | Salvatore Morale  | Italia          | Belgrado, Yugoslavia     | 14 de septiembre de 1962 |
| 49"1          | Rex Cawley        | Estados Unidos  | Los Ángeles, EUA         | 13 de septiembre de 1964 |
| 48"8          | Geoff Vanderstock | Estados Unidos  | Echo Summit, EUA         | 11 de septiembre de 1968 |
| 48"1          | David Hemery      | Reino Unido     | Ciudad de México, México | 15 de octubre de 1968    |

Cronometraje electrónico (desde 1977)
| Tiempo | Atleta          | Nacionalidad   | Lugar             | Fecha                   |
| ------ | --------------- | -------------- | ----------------- | ----------------------- |
| 47"82  | John Akii-Bua   | Uganda         | Múnich, RFA       | 2 de septiembre de 1972 |
| 47"64  | Edwin Moses     | Estados Unidos | Montreal, Canadá  | 25 de julio de 1976     |
| 47"45  | Edwin Moses     | Estados Unidos | Los Ángeles, EUA  | 11 de junio de 1977     |
| 47"13  | Edwin Moses     | Estados Unidos | Milán, Italia     | 3 de julio de 1980      |
| 47"02  | Edwin Moses     | Estados Unidos | Coblenza, RFA     | 31 de agosto de 1983    |
| 46"78  | Kevin Young     | Estados Unidos | Barcelona, España | 6 de agosto de 1992     |
| 46"70  | Karsten Warholm | Noruega        | Oslo, Noruega     | 1 de julio de 2021      |
| 45"94  | Karsten Warholm | Noruega        | Tokio, Japón      | 3 de agosto de 2021     |

### Femenino

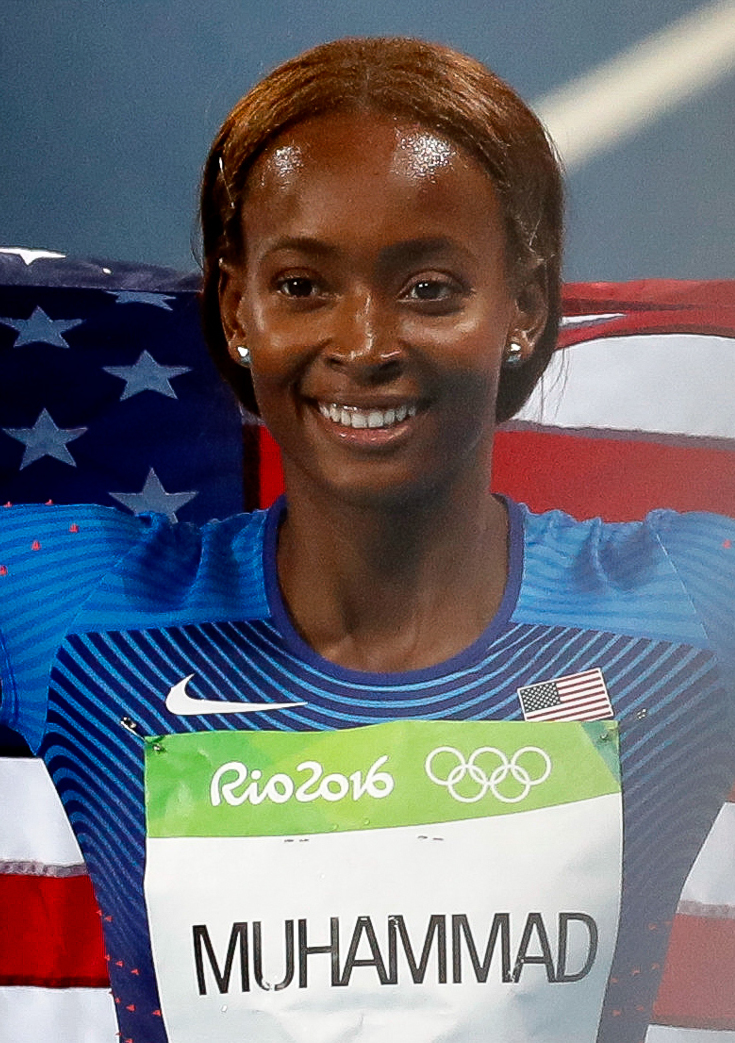
Dalilah Muhammad.

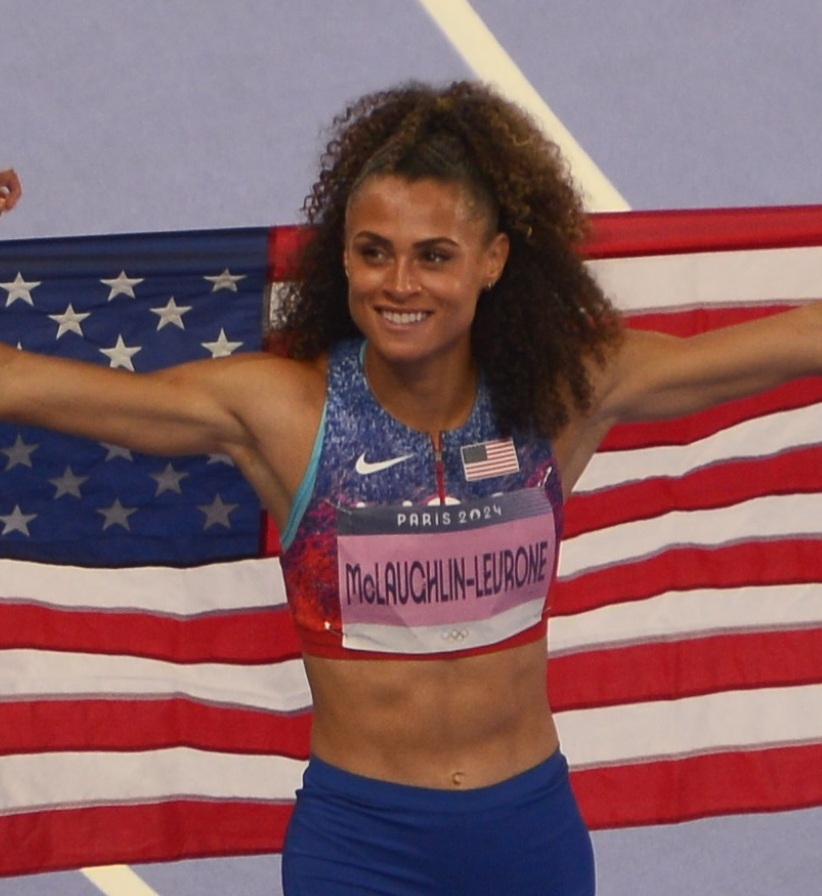
Sydney McLaughlin, actual plusmarquista desde 2021

| Tiempo | Atleta                | Nacionalidad      | Lugar                 | Fecha                    |
| ------ | --------------------- | ----------------- | --------------------- | ------------------------ |
| 56"51  | Krystyna Kacperczyk   | Polonia           | Augsburg, RFA         | 13 de julio de 1974      |
| 55"74  | Tatyana Storosheva    | Unión Soviética   | Karl-Marx-Stadt, RDA  | 26 de junio de 1977      |
| 55"63  | Karin Rossley         | Alemania Oriental | Helsinki, Finlandia   | 13 de agosto de 1977     |
| 55"44  | Krystyna Kacperczyk   | Polonia           | Berlín Oeste          | 18 de agosto de 1978     |
| 55"31  | Tatyana Zelentsova    | Unión Soviética   | Podolsk, URSS         | 19 de agosto de 1978     |
| 54"89  | Tatyana Zelentsova    | Unión Soviética   | Praga, Checoslovaquia | 2 de septiembre de 1978  |
| 54"78  | Marina Makeyeva       | Unión Soviética   | Moscú, URSS           | 27 de julio de 1979      |
| 54"28  | Karin Rossley         | Alemania Oriental | Jena, RDA             | 17 de mayo de 1980       |
| 54"02  | Ana Ambrazienė        | Unión Soviética   | Moscú, URSS           | 11 de junio de 1983      |
| 53"58  | Margarita Ponomaryova | Unión Soviética   | Kiev, URSS            | 22 de junio de 1984      |
| 53"55  | Sabine Busch          | Alemania Oriental | Berlín Este, RDA      | 22 de septiembre de 1985 |
| 53"32  | Marina Stepanova      | Unión Soviética   | Stuttgart, RFA        | 30 de agosto de 1986     |
| 52"94  | Marina Stepanova      | Unión Soviética   | Tashkent, URSS        | 19 de septiembre de 1986 |
| 52"74  | Sally Gunnell         | Reino Unido       | Stuttgart, Alemania   | 19 de agosto de 1993     |
| 52"61  | Kim Batten            | Estados Unidos    | Göteborg, Suecia      | 11 de agosto de 1995     |
| 52"34  | Yuliya Pechonkina     | Rusia             | Tula, Rusia           | 8 de agosto de 2003      |
| 52"20  | Dalilah Muhammad      | Estados Unidos    | Des Moines, EUA       | 28 de julio de 2019      |
| 52"16  | Dalilah Muhammad      | Estados Unidos    | Doha, Catar           | 4 de octubre de 2019     |
| 51"90  | Sydney McLaughlin     | Estados Unidos    | Eugene, EUA           | 27 de junio de 2021      |
| 51"46  | Sydney McLaughlin     | Estados Unidos    | Tokio, Japón          | 4 de agosto de 2021      |
| 51"41  | Sydney McLaughlin     | Estados Unidos    | Eugene, EUA           | 25 de junio de 2022      |
| 50"68  | Sydney McLaughlin     | Estados Unidos    | Eugene, EUA           | 22 de julio de 2022      |
| 50"65  | Sydney McLaughlin     | Estados Unidos    | Eugene, EUA           | 30 de junio de 2024      |
| 50"37  | Sydney McLaughlin     | Estados Unidos    | París, Francia        | 8 de agosto de 2024      |

## Mejores marcas mundiales de todos los tiempos

### Categoría masculina
Actualizado a julio de 2022
| Ranking | Marca (s) | Atleta                  | País                      | Fecha                    | Lugar         |
| ------- | --------- | ----------------------- | ------------------------- | ------------------------ | ------------- |
| 1       | 45,94     | Karsten Warholm         | Noruega                   | 3 de agosto de 2021      | Tokio         |
| 2       | 46,17     | Rai Benjamin            | Estados Unidos            | 3 de agosto de 2021      | Tokio         |
| 3       | 46,29     | Alison dos Santos       | Brasil                    | 19 de julio de 2022      | Eugene        |
| 4       | 46,78     | Kevin Young             | Estados Unidos            | 6 de agosto de 1992      | Barcelona     |
| 5       | 46,98     | Abderrahman Samba       | Catar                     | 30 de junio de 2018      | Paris         |
| 6       | 47,02     | Edwin Moses             | Estados Unidos            | 31 de agosto de 1983     | Coblenza      |
| 7       | 47,03     | Bryan Bronson           | Estados Unidos            | 21 de junio de 1998      | Nueva Orleans |
| 8       | 47,08     | Kyron McMaster          | Islas Vírgenes Británicas | 3 de agosto de 2021      | Tokio         |
| 9       | 47,10     | Samuel Matete           | Zambia                    | 7 de agosto de 1991      | Zúrich        |
| 10      | 47,19     | Andre Phillips          | Estados Unidos            | 25 de septiembre de 1988 | Seúl          |
| 11      | 47,23     | Amadou Dia Ba           | Senegal                   | 25 de septiembre de 1988 | Seúl          |
| 12      | 47,24     | Kerron Clement          | Estados Unidos            | 26 de junio de 2005      | Carson        |
| 13      | 47,25     | Félix Sánchez           | República Dominicana      | 29 de agosto de 2003     | París         |
| 13      | 47,25     | Angelo Taylor           | Estados Unidos            | 18 de agosto de 2008     | Pekín         |
| 15      | 47,30     | Bershawn Jackson        | Estados Unidos            | 9 de agosto de 2005      | Helsinki      |
| 16      | 47,37     | Stéphane Diagana        | Francia                   | 5 de julio de 1995       | Lausana       |
| 17      | 47,38     | Danny Harris            | Estados Unidos            | 10 de julio de 1991      | Lausana       |
| 18      | 47,39     | Trevor Bassitt          | Estados Unidos            | 19 de julio de 2022      | Eugene        |
| 19      | 47,41     | Wilfried Happio         | Francia                   | 19 de julio de 2022      | Eugene        |
| 20      | 47,43     | James Carter            | Estados Unidos            | 9 de agosto de 2005      | Helsinki      |
| 21      | 47,48     | Harald Schmid           | Alemania Occidental       | 8 de septiembre de 1982  | Atenas        |
| 22      | 47,53     | Hadi Soua'an Al-Somaily | Arabia Saudita            | 27 de septiembre de 2000 | Sydney        |
| 23      | 47.54     | Derrick Adkins          | Estados Unidos            | 5 de julio de 1995       | Lausanne      |
| 23      | 47.54     | Fabrizio Mori           | Italia                    | 10 de agosto de 2001     | Edmonton      |
| 25      | 47.60     | Winthrop Graham         | Jamaica                   | 4 de agosto de 1993      | Zúrich        |

### Categoría femenina
Actualizado a agosto de 2024
| Ranking | Marca (s) | Atleta                | País            | Fecha                    | Lugar              |
| ------- | --------- | --------------------- | --------------- | ------------------------ | ------------------ |
| 1       | 50,37     | Sydney McLaughlin     | Estados Unidos  | 8 de agosto de 2024      | Saint-Denis, París |
| 2       | 50,95     | Femke Bol             | Países Bajos    | 14 de julio de 2024      | La Chaux-de-Fonds  |
| 3       | 51,58     | Dalilah Muhammad      | Estados Unidos  | 4 de agosto de 2021      | Tokio              |
| 4       | 51,87     | Anna Cockrell         | Estados Unidos  | 8 de agosto de 2024      | Saint-Denis, París |
| 5       | 52,29     | Jasmine Jones         | Estados Unidos  | 8 de agosto de 2024      | Saint-Denis, París |
| 6       | 52,34     | Yuliya Pechonkina     | Rusia           | 8 de agosto de 2003      | Tula               |
| 7       | 52,39     | Shamier Little        | Estados Unidos  | 4 de julio de 2021       | Estocolmo          |
| 8       | 52,42     | Melaine Walker        | Jamaica         | 20 de agosto de 2009     | Berlín             |
| 9       | 52,47     | Lashinda Demus        | Estados Unidos  | 1 de septiembre de 2011  | Daegu              |
| 10      | 52,61     | Kim Batten            | Estados Unidos  | 11 de agosto de 1995     | Gotemburgo         |
| 11      | 52,62     | Tonja Buford-Bailey   | Estados Unidos  | 11 de agosto de 1995     | Gotemburgo         |
| 12      | 52,70     | Natalya Antyukh       | Rusia           | 8 de agosto de 2012      | Londres            |
| 13      | 52,74     | Sally Gunnell         | Reino Unido     | 19 de agosto de 1993     | Stuttgart          |
| 14      | 52,77     | Fani Chalkia          | Grecia          | 22 de agosto de 2004     | Atenas             |
| 15      | 52,79     | Sandra Farmer-Patrick | Estados Unidos  | 19 de agosto de 1993     | Stuttgart          |
| 15      | 52,79     | Kaliese Spencer       | Jamaica         | 5 de agosto de 2011      | Londres            |
| 17      | 52,82     | Deon Hemmings         | Jamaica         | 31 de julio de 1996      | Atlanta            |
| 18      | 52,83     | Zuzana Hejnová        | República Checa | 15 de agosto de 2013     | Moscú              |
| 19      | 52,89     | Daimí Pernía          | Cuba            | 25 de agosto de 1999     | Sevilla            |
| 20      | 52,90     | Nezha Bidouane        | Marruecos       | 25 de agosto de 1999     | Sevilla            |
| 21      | 52,94     | Marina Stepanova      | Unión Soviética | 17 de septiembre de 1986 | Taskent            |
| 22      | 52,95     | Sheena Tosta          | Estados Unidos  | 11 de julio de 2004      | Sacramento         |
| 22      | 52,95     | Kori Carter           | Estados Unidos  | 25 de junio de 2017      | Sacramento         |
| 24      | 52,96     | Anna Ryzhykova        | Ucrania         | 25 de julio de 2021      | Estocolmo          |
| 25      | 53.02     | Irina Privalova       | Rusia           | 27 de septiembre de 2000 | Sídney             |

## Campeones olímpicos

### Masculino
Para detalles ver Anexo:Medallistas olímpicos en atletismo (400 metros vallas masculinos).
| Edición             | Oro                                             | Plata                                           | Bronce                                          |
| ------------------- | ----------------------------------------------- | ----------------------------------------------- | ----------------------------------------------- |
| París 1900          | John Tewksbury (57,6) · Estados Unidos          | Henri Tauzin · Francia                          | George Orton · Canadá                           |
| Saint Louis 1904    | Harry Hillman (53,0) · Estados Unidos           | Frank Waller · Estados Unidos                   | George Poage · Estados Unidos                   |
| Londres 1908        | Charles Bacon (55,0) · Estados Unidos           | Harry Hillman · Estados Unidos                  | Jimmy Tremeer · Reino Unido                     |
| Estocolmo 1912      | la prueba no formó parte del programa olímpico. | la prueba no formó parte del programa olímpico. | la prueba no formó parte del programa olímpico. |
| Amberes 1920        | Frank Loomis (54,0) · Estados Unidos            | John Norton · Estados Unidos                    | August Desch · Estados Unidos                   |
| París 1924          | Morgan Taylor (52,6) · Estados Unidos           | Erik Wilén · Finlandia                          | Ivan Riley · Estados Unidos                     |
| Ámsterdam 1928      | David Burghley (53,4) · Reino Unido             | Frank Cuhel · Estados Unidos                    | Morgan Taylor · Estados Unidos                  |
| Los Ángeles 1932    | Bob Tisdall (51,7) · Irlanda                    | Glenn Hardin · Estados Unidos                   | Morgan Taylor · Estados Unidos                  |
| Berlín 1936         | Glenn Hardin (52,4) · Estados Unidos            | John Loaring · Canadá                           | Miguel White · Filipinas                        |
| Londres 1948        | Roy Cochran (51,1) · Estados Unidos             | Duncan White · Sri Lanka                        | Rune Larsson · Suecia                           |
| Helsinki 1952       | Charles Moore (50,8) · Estados Unidos           | Yuri Lituyev · Unión Soviética                  | John Holland · Nueva Zelanda                    |
| Melbourne 1956      | Glenn Davis (50,1) · Estados Unidos             | Eddie Southern · Estados Unidos                 | Josh Culbreath · Estados Unidos                 |
| Roma 1960           | Glenn Davis (49,3) · Estados Unidos             | Clifton Cushman · Estados Unidos                | Richard Howard · Estados Unidos                 |
| Tokio 1964          | Rex Cawley (49,6) · Estados Unidos              | John Cooper · Reino Unido                       | Salvatore Morale · Italia                       |
| México 1968         | David Hemery (48,12) · Reino Unido              | Gerhard Hennige · Alemania Occidental           | John Sherwood · Reino Unido                     |
| Múnich 1972         | John Akii-Bua (47,82) · Uganda                  | Ralph Mann · Estados Unidos                     | David Hemery · Reino Unido                      |
| Montreal 1976       | Edwin Moses (47,64) · Estados Unidos            | Michael Shine · Estados Unidos                  | Yevgeny Gavrilenko · Unión Soviética            |
| Moscú 1980          | Volker Beck (48,70) · Alemania Oriental         | Vasili Arkhipenko · Unión Soviética             | Gary Oakes · Reino Unido                        |
| Los Ángeles 1984    | Edwin Moses (47,75) · Estados Unidos            | Danny Harris · Estados Unidos                   | Harald Schmid · Alemania Occidental             |
| Seúl 1988           | André Phillips (47,19) · Estados Unidos         | Amadou Dia Ba · Senegal                         | Edwin Moses · Estados Unidos                    |
| Barcelona 1992      | Kevin Young (46,78) · Estados Unidos            | Winthrop Graham · Jamaica                       | Kriss Akabusi · Reino Unido                     |
| Atlanta 1996        | Derrick Adkins (47,54) · Estados Unidos         | Samuel Matete · Zambia                          | Calvin Davis · Estados Unidos                   |
| Sídney 2000         | Angelo Taylor (47,50) · Estados Unidos          | Hadi Al-Somaily · Arabia Saudita                | Llewellyn Herbert · Sudáfrica                   |
| Atenas 2004         | Félix Sánchez (47,63) · República Dominicana    | Danny McFarlane · Jamaica                       | Naman Keita · Francia                           |
| Pekín 2008          | Angelo Taylor (47,25) · Estados Unidos          | Kerron Clement · Estados Unidos                 | Bershawn Jackson · Estados Unidos               |
| Londres 2012        | Félix Sánchez (47,63) · República Dominicana    | Michael Tinsley · Estados Unidos                | Javier Culson · Puerto Rico                     |
| Río de Janeiro 2016 | Kerron Clement (47,73) · Estados Unidos         | Boniface Mucheru Tumuti · Kenia                 | Yasmani Copello · Turquía                       |
| Tokio 2020          | Karsten Warholm (45,94 ) · Noruega              | Rai Benjamin · Estados Unidos                   | Alison dos Santos · Brasil                      |
| París 2024          | Rai Benjamin (46,46) · Estados Unidos           | Karsten Warholm · Noruega                       | Alison dos Santos · Brasil                      |

### Femenino
| Edición             | Oro                                         | Plata                                  | Bronce                                |
| ------------------- | ------------------------------------------- | -------------------------------------- | ------------------------------------- |
| Los Ángeles 1984    | Nawal El Moutawakel (54,61) · Marruecos     | Judi Brown · Estados Unidos            | Cristieana Cojocaru · Rumania         |
| Seúl 1988           | Debbie Flintoff-King (53,17) · Australia    | Tatyana Ledovskaya · Unión Soviética   | Ellen Fiedler · Alemania Oriental     |
| Barcelona 1992      | Sally Gunnell (53,23) · Reino Unido         | Sandra Farmer-Patrick · Estados Unidos | Janeene Vickers · Estados Unidos      |
| Atlanta 1996        | Deon Hemmings (52,82) · Jamaica             | Kim Batten · Estados Unidos            | Tonja Buford-Bailey · Estados Unidos  |
| Sídney 2000         | Irina Privalova (53,02) · Rusia             | Deon Hemmings · Jamaica                | Nezha Bidouane · Marruecos            |
| Atenas 2004         | Fani Chalkia (52,82) · Grecia               | Ionela Târlea · Rumania                | Tetyana Tereshchuk-Antipova · Ucrania |
| Pekín 2008          | Melaine Walker (52,64) · Jamaica            | Sheena Tosta · Estados Unidos          | Tasha Danvers · Reino Unido           |
| Londres 2012        | Natalya Antyukh (52.70) · Rusia             | Lashinda Demus · Estados Unidos        | Zuzana Hejnová · República Checa      |
| Río de Janeiro 2016 | Dalilah Muhammad (53,13) · Estados Unidos   | Sara Petersen · Dinamarca              | Ashley Spencer · Estados Unidos       |
| Tokio 2020          | Sydney McLaughlin (51,46) · Estados Unidos  | Dalilah Muhammad · Estados Unidos      | Femke Bol · Países Bajos              |
| París 2024          | Sydney McLaughlin (50,37 ) · Estados Unidos | Anna Cockrell · Estados Unidos         | Femke Bol · Países Bajos              |

## Campeones mundiales
- Ganadores en el Campeonato Mundial de Atletismo.

### Masculino
| Edición         | Oro               | Plata             | Bronce             |
| --------------- | ----------------- | ----------------- | ------------------ |
| Helsinki 1983   | Edwin Moses       | Harald Schmid     | Aleksandr Kharlov  |
| Roma 1987       | Edwin Moses       | Danny Harris      | Harald Schmid      |
| Tokio 1991      | Samuel Matete     | Winthrop Graham   | Kriss Akabusi      |
| Stuttgart 1993  | Kevin Young       | Samuel Matete     | Winthrop Graham    |
| Gotemburgo 1995 | Derrick Adkins    | Samuel Matete     | Stéphane Diagana   |
| Atenas 1997     | Stéphane Diagana  | Llewellyn Herbert | Bryan Bronson      |
| Sevilla 1999    | Fabrizio Mori     | Stéphane Diagana  | Marcel Schelbert   |
| Edmonton 2001   | Félix Sánchez     | Fabrizio Mori     | Dai Tamesue        |
| París 2003      | Félix Sánchez     | Joey Woody        | Periklis Iakovakis |
| Helsinki 2005   | Bershawn Jackson  | James Carter      | Dai Tamesue        |
| Osaka 2007      | Kerron Clement    | Félix Sánchez     | Marek Plawgo       |
| Berlín 2009     | Kerron Clement    | Javier Culson     | Bershawn Jackson   |
| Daegu 2011      | David Greene      | Javier Culson     | L. J. van Zyl      |
| Moscú 2013      | Jehue Gordon      | Michael Tinsley   | Emir Bekrić        |
| Pekín 2015      | Nicholas Bett     | Denis Kudriavtsev | Jeffery Gibson     |
| Londres 2017    | Karsten Warholm   | Yasmani Copello   | Kerron Clement     |
| Doha 2019       | Karsten Warholm   | Rai Benjamin      | Abderrahman Samba  |
| Oregón 2022     | Alison dos Santos | Rai Benjamin      | Trevor Bassitt     |
| Budapest 2023   | Karsten Warholm   | Kyron McMaster    | Rai Benjamin       |

### Femenino
| Edición         | Oro                | Plata                 | Bronce                |
| --------------- | ------------------ | --------------------- | --------------------- |
| Helsinki 1983   | Ekaterina Fesenko  | Ana Ambraziené        | Ellen Neumann-Fiedler |
| Roma 1987       | Sabine Busch       | Debbie Flintoff-King  | Cornelia Feuerbach    |
| Tokio 1991      | Tatyana Ledovskaya | Sally Gunnell         | Janeene Vickers       |
| Stuttgart 1993  | Sally Gunnell      | Sandra Farmer-Patrick | Margarita Ponomaryova |
| Gotemburgo 1995 | Kim Batten         | Tonja Buford-Bailey   | Deon Hemmings         |
| Atenas 1997     | Nezha Bidouane     | Deon Hemmings         | Kim Batten            |
| Sevilla 1999    | Daimi Pernia       | Nezha Bidouane        | Deon Hemmings         |
| Edmonton 2001   | Nezha Bidouane     | Yuliya Pechonkina     | Daimí Pernía          |
| París 2003      | Jana Pittman       | Sandra Glover         | Yuliya Pechonkina     |
| Helsinki 2005   | Yuliya Pechonkina  | Lashinda Demus        | Sandra Glover         |
| Osaka 2007      | Jana Pittman       | Yuliya Pechonkina     | Anna Jesień           |
| Berlín 2009     | Melaine Walker     | Lashinda Demus        | Josanne Lucas         |
| Daegu 2011      | Lashinda Demus     | Melaine Walker        | Natalya Antyukh       |
| Moscú 2013      | Zuzana Hejnová     | Dalilah Muhammad      | Lashinda Demus        |
| Pekín 2015      | Zuzana Hejnová     | Shamier Little        | Cassandra Tate        |
| Londres 2017    | Kori Carter        | Dalilah Muhammad      | Ristananna Tracey     |
| Doha 2019       | Dalilah Muhammad   | Sydney McLaughlin     | Rushell Clayton       |
| Oregón 2022     | Sydney McLaughlin  | Femke Bol             | Dalilah Muhammad      |
| Budapest 2023   | Femke Bol          | Shamier Little        | Rushell Clayton       |

## Mejores tiempos por temporada
| Año  | Tiempo | Atleta              | Lugar            |
| ---- | ------ | ------------------- | ---------------- |
| 1971 | 48.9   | Ralph Mann          | Helsinki         |
| 1972 | 47.82  | John Akii-Bua       | Múnich           |
| 1973 | 48.54  | John Akii-Bua       | Lagos            |
| 1974 | 48.1   | Jim Bolding         | Milán            |
| 1975 | 48.4   | Jim Bolding         | Milán            |
| 1976 | 47.63  | Edwin Moses         | Montreal         |
| 1977 | 47.45  | Edwin Moses         | Westwood         |
| 1978 | 47.94  | Edwin Moses         | Zúrich           |
| 1979 | 47.53  | Edwin Moses         | Montreal         |
| 1980 | 47.13  | Edwin Moses         | Milán            |
| 1981 | 47.14  | Edwin Moses         | Lausanne         |
| 1982 | 47.48  | Harald Schmid       | Atenas           |
| 1983 | 47.02  | Edwin Moses         | Coblenza         |
| 1984 | 47.32  | Edwin Moses         | Coblenza         |
| 1985 | 47.63  | Danny Harris        | Zúrich           |
| 1986 | 47.38  | Edwin Moses         | Lausanne         |
| 1987 | 47.46  | Edwin Moses         | Roma             |
| 1988 | 47.19  | Andre Phillips      | Seúl             |
| 1989 | 47.86  | Kevin Young         | Berlín           |
| 1990 | 47.49  | Danny Harris        | Lausanne         |
| 1991 | 47.10  | Samuel Matete       | Zúrich           |
| 1992 | 46.78  | Kevin Young         | Barcelona        |
| 1993 | 47.18  | Kevin Young         | Stuttgart        |
| 1994 | 47.70  | Derrick Adkins      | Linz             |
| 1995 | 47.37  | Stéphane Diagana    | Lausanne         |
| 1996 | 47.54  | Derrick Adkins      | Atlanta          |
| 1997 | 47.64  | Bryan Bronson       | Mónaco           |
| 1998 | 47.03  | Bryan Bronson       | Nueva Orleans    |
| 1999 | 47.72  | Fabrizio Mori       | Sevilla          |
| 2000 | 47.50  | Angelo Taylor       | Sídney           |
| 2001 | 47.38  | Félix Sánchez       | Zúrich           |
| 2002 | 47.35  | Félix Sánchez       | Zúrich           |
| 2003 | 47.25  | Félix Sánchez       | Saint-Denis      |
| 2004 | 47.63  | Félix Sánchez       | Atenas           |
| 2005 | 47.24  | Kerron Clement      | Carson           |
| 2006 | 47.39  | Kerron Clement      | Indianápolis     |
| 2007 | 47.61  | Kerron Clement      | Osaka            |
| 2008 | 47.25  | Angelo Taylor       | Beijing          |
| 2009 | 47.91  | Kerron Clement      | Berlín           |
| 2010 | 47.32  | Bershawn Jackson    | Des Moines       |
| 2011 | 47.66  | Louis Jacob van Zyl | Pretoria/Ostrava |
| 2012 | 47.63  | Félix Sánchez       | Londres          |
| 2013 | 47.69  | Jehue Gordon        | Moscú            |
| 2014 | 48.03  | Javier Culson       | Nueva York       |
| 2015 | 47.79  | Nicholas Bett       | Beijing          |
| 2016 | 47.73  | Kerron Clement      | Río de Janeiro   |
| 2017 | 47.80  | Kyron McMaster      | Kingston         |
| 2018 | 46.98  | Abderrahman Samba   | París            |
| 2019 | 46.92  | Karsten Warholm     | Zürich           |
| 2020 | 46.87  | Karsten Warholm     | Estocolmo        |
| 2021 | 45.94  | Karsten Warholm     | Tokio            |
| 2022 | 46.29  | Alison dos Santos   | Eugene           |
| 2023 | 46.39  | Rai Benjamin        | Eugene           |
| 2024 | 46.46  | Rai Benjamin        | Eugene           |

| Año  | Tiempo | Atleta                    | Lugar               |
| ---- | ------ | ------------------------- | ------------------- |
| 1978 | 54.89  | Tatyana Zelentsova        | Praga               |
| 1979 | 54.78  | Marina Stepanova          | Moscú               |
| 1980 | 54.28  | Karin Roßley              | Jena                |
| 1981 | 54.79  | Ellen Fiedler             | Jena                |
| 1982 | 54.57  | Ann-Louise Skoglund       | Atenas              |
| 1983 | 54.02  | Ana Ambrazienė            | Moscú               |
| 1984 | 53.58  | Margarita Ponomaryova     | Kiev                |
| 1985 | 53.55  | Sabine Busch              | Berlín              |
| 1986 | 52.94  | Marina Stepanova          | Tashkent            |
| 1987 | 53.24  | Sabine Busch              | Potsdam             |
| 1988 | 53.17  | Debbie Flintoff-King      | Seúl                |
| 1989 | 53.37  | Sandra Farmer-Patrick     | Nueva York          |
| 1990 | 53.62  | Tatyana Ledovskaya        | Split               |
| 1991 | 53.11  | Tatyana Ledovskaya        | Tokio               |
| 1992 | 53.23  | Sally Gunnell             | Barcelona           |
| 1993 | 52.74  | Sally Gunnell             | Stuttgart           |
| 1994 | 53.33  | Sally Gunnell             | Helsinki            |
| 1995 | 52.61  | Kim Batten                | Gothenburg          |
| 1996 | 52.82  | Deon Hemmings             | Atlanta             |
| 1997 | 52.97  | Kim Batten Nezha Bidouane | Indianápolis Atenas |
| 1998 | 52.74  | Kim Batten                | Mónaco              |
| 1999 | 52.89  | Daimí Pernía              | Sevilla             |
| 2000 | 53.02  | Irina Privalova           | Sydney              |
| 2001 | 53.34  | Nezha Bidouane            | Edmonton            |
| 2002 | 53.10  | Yuliya Pechonkina         | Tula                |
| 2003 | 52.34  | Yuliya Pechonkina         | Tula                |
| 2004 | 52.77  | Fani Chalkia              | Atenas              |
| 2005 | 52.90  | Yuliya Pechonkina         | Helsinki            |
| 2006 | 53.02  | Lashinda Demus            | Atenas              |
| 2007 | 53.28  | Tiffany Williams          | Indianápolis        |
| 2008 | 52.64  | Melaine Walker            | Beijing             |
| 2009 | 52.42  | Melaine Walker            | Berlín              |
| 2010 | 52.82  | Lashinda Demus            | Roma                |
| 2011 | 52.47  | Lashinda Demus            | Daegu               |
| 2012 | 52.70  | Natalya Antyukh           | Londres             |
| 2013 | 52.83  | Zuzana Hejnová            | Moscú               |
| 2014 | 53.41  | Kaliese Spencer           | Moscú               |
| 2015 | 53.50  | Zuzana Hejnová            | Beijing             |
| 2016 | 52.88  | Dalilah Muhammad          | Eugene              |
| 2017 | 52.64  | Dalilah Muhammad          | Sacramento          |
| 2018 | 52.75  | Sydney McLaughlin         | Knoxville           |
| 2019 | 52.20  | Dalilah Muhammad          | Des Moines, Iowa    |
| 2020 | 53.79  | Femke Bol                 | Arnhem              |
| 2021 | 51.46  | Sydney McLaughlin         | Tokio               |
| 2022 | 50.68  | Sydney McLaughlin         | Eugene              |
| 2023 | 51.45  | Femke Bol                 | Londres             |
| 2024 | 50.37  | Sydney McLaughlin         | París               |